# Elaine (Tennyson/Doré)
Elaine é um dos poemas de Idílios do Rei de Alfred Tennyson para cuja ilustração, na edição em francês de 1867, o artista francês Gustave Doré criou nove desenhos com base nos quais foram produzidas as gravuras que apareceram no livro.
Idílios do Rei (em inglês:  Idylls of the King) de Alfred Tennyson é um conjunto de 12 poemas sobre a lenda do Rei Artur e as personagens do Ciclo Arturiano, tendo Gustave Doré ilustrado os quatro primeiros poemas publicados, Enide, Viviane, Elaine e Guinevere, com 9 desenhos em cada um dos poemas, num total de 36, publicados inicialmente em 1867.
Elaine reconta a história do amor não correspondido de Elaine de Astolat por Lancelote.
Gustave Doré (1832–83), um brilhante gravador não só pelo domínio da técnica como pelo nível artístico do desenho, foi um dos mais prolíficos e bem-sucedidos ilustradores de livros do final do século XIX, tendo criado um conjunto de 36 belas ilustrações para os quatro primeiros poemas de Idílios do Rei.
Tal como muitas das suas obras, as ilustrações de Doré para Idílios possuem um grande nível dramático, detalhe e impacto, estando impregnadas de um sentimento melancólico e sobrenatural. A sua técnica magistral é evidente em cenas idealizadas esplêndidas, ilustrando o envolvimento romântico de quatro damas adoráveis: Enide, a esposa de Geraint, um dos cavaleiros de Artur, a "astuta Viviane", uma beleza intrigante que tenta seduzir o mago Merlim, "a bela Elaine", tragicamente apaixonada por Lancelote, e Guinevere, a pérfida esposa do rei Artur.

## Resumo da história e descrição das imagens
No seu quarto, no andar mais alto de uma torre, Elaine, a bela, a amável, a menina branca de Astolat, guardava o escudo sagrado de Lancelote. Ela o colocou onde os primeiros raios da manhã o atingiam e o lhe davam brilho. Mais tarde, temendo a ferrugem ou alguma mancha, ela fez uma bainha de seda e brocou com todos os brasões estampados no escudo, com as cores que lhes eram próprias; ela acrescentou uma borda de fantasia composta de folhas e flores, e passarinhos com gargantas amarelas em seu ninho. Não contente com isso, todos os dias deixando ela subia para a torre do leste, trancava a porta, tirava a tampa do escudo e tentava ler os seus sinais. Às vezes adivinhava nas armas um significado oculto, às vezes contava a si mesma uma linda história sobre todos os golpes que o escudo havia recebido, todos os arranhões que a lâmina havia feito, com  conjeturas da hora e local em que tinham ocorrido: "Este corte é recente, aquele tem dez anos; esse golpe deve ter sido dado em Carlisle, aquele em Caerleon, este em Camelot. Ah! Bom Deus, que espadeirada! Aqui está outro: como não foi ele morto? Deus quebrou a lança forte do seu inimigo, que rolou no chão salvando o paladino". Ela vivia assim presa do sonho.
Como estava Elaine na posse daquele lindo escudo de Lancelote, ela que nem sabia sequer o nome do cavaleiro? Ele o deixara para ela, quando ia para o torneio do diamante organizado pelo rei Artur.

### A coroa, quando caiu, rolou sobre um ponto iluminado e, girando sobre si mesma, deslizou como uma corrente brilhante para a lagoa

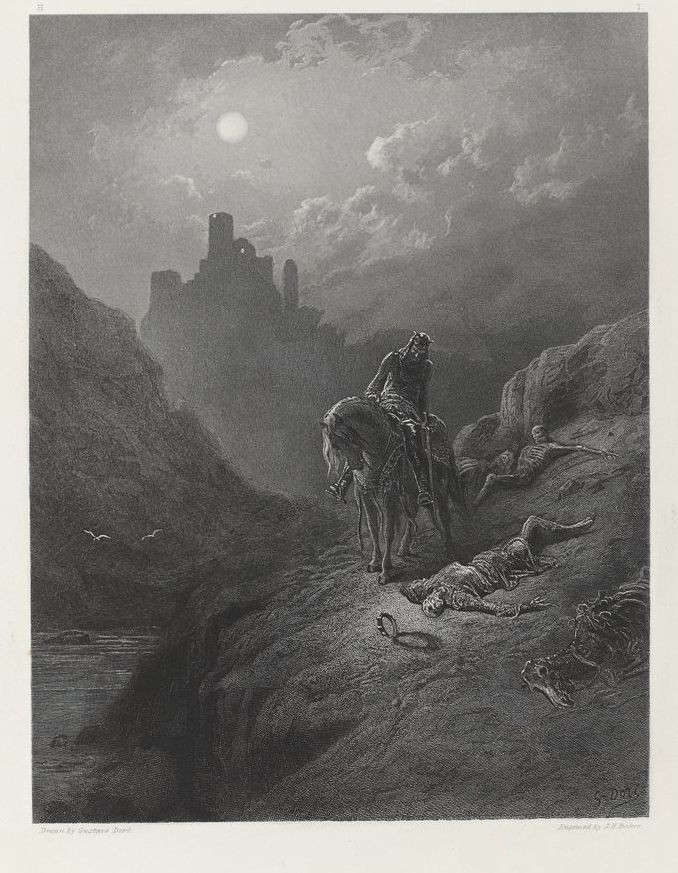
"A coroa, quando caiu, rolou sobre um ponto iluminado e, girando sobre si mesma, deslizou como uma corrente brilhante para a lagoa" (1867), desenho de Gustave Doré

Porque Artur muito antes de o povo o escolher para rei, vagueando pelos ermos do Léonnais, encontrou um vale, arribas rochosas e um lago negro com aspecto lúgubre. Naquele lugar, dois irmãos, um dos quais era rei, encontraram-se, lutaram e mataram-se mutuamente e ali ficaram caídos no vale maldito. O que fora rei tinha uma coroa de diamantes, um na frente e quatro de cada lado. Artur passava a custo no desfiladeiro sob um luar com neblina quando, sem o saber, pisou o esqueleto do coroado e o crânio separou-se da nuca. A coroa, quando caiu, rolou sobre um ponto iluminado e, girando sobre si mesma, deslizou como uma corrente brilhante para a lagoa. Artur mergulhou da escarpa, apanhou a coroa, colocou-a na cabeça e ouviu um murmúrio no coração: "Tu também serás rei".
Quando chegou a rei, Artur destacou as pedras preciosas da coroa, mostrou-as aos seus cavaleiros, dizendo-lhes: "Estas jóias, que eu encontrei, pertencem ao reino e não a mim; devem servir ao bem público: haverá no futuro, em cada ano, um torneio para cada um deles. Vamos saber quem de nós é o mais valoroso, e assim crescer na prática das armas e do cavalheirismo!" E em oito anos houve torneios e Lancelote sempre ganhou o prémio, com a intenção, quando os ganhasse todos de os dar à rainha Genebra, mas nunca falara da sua intenção.
Chegou o diamante do centro, o último e o maior, tendo Artur, que tinha a corte junto do rio, convocado o torneio para Camelot. A rainha Genebra que estivera doente, disse que não poderia ir assistir ao torneio. O rei disse-lhe que ela ia perder os grandes feitos de Lancelote. Este, que estava sentado ao lado do rei, julgou ler o pensamento de Genebra para ficar também e ansioso para satisfazer o menor desejo da Rainha (embora ele desejasse ardentemente completar o conjunto dos diamantes para o presente que tinha em vista), levou-o a trair a verdade e a dizer: "Senhor, meu velho ferimento ainda não está sarado e me faria cair dos estribos". O rei olhou para ele, depois para a rainha e foi embora para Camelot.

### Até que seguiu por um caminho levemente sombreado, que, como uma corrente, atravessava os vales até ao castelo de Astolat. Lá, a oeste, ele viu uma luz anunciando as torres à distância

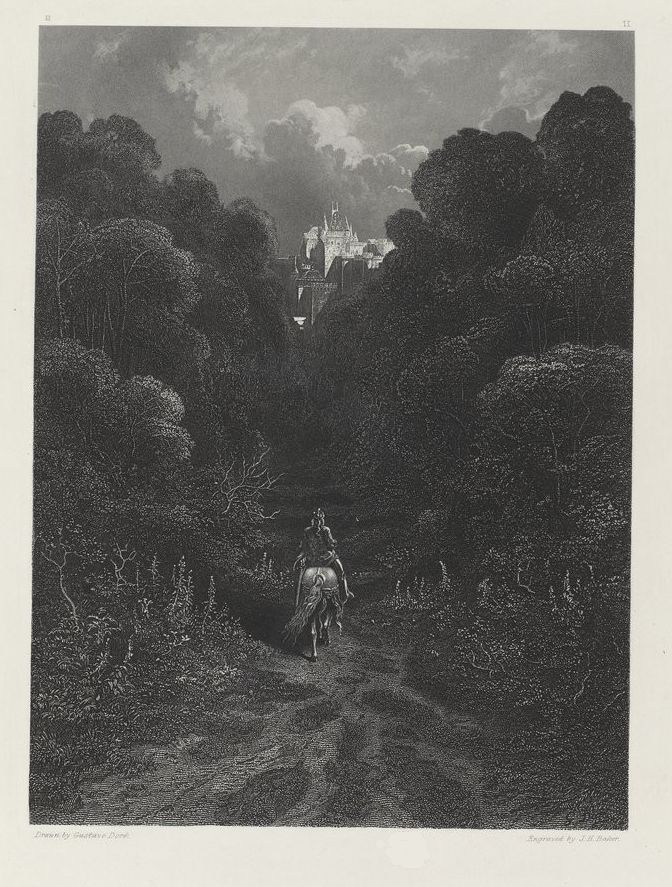
"Até que seguiu por um caminho levemente sombreado, que, como uma corrente, atravessava os vales até ao castelo de Astolat. Lá, a oeste, ele viu uma luz anunciando as torres à distância" (1867), desenho de Gustave Doré

O rei não tinha saído há muito, e Genebra continuou: "É indesculpável, Lancelote. Por que você não vai a esse torneio? Pelo menos metade dos cavaleiros são nossos inimigos, e a multidão murmurará contra aqueles que se entregam descaradamente a passatempos." Lancelote, zangado por ter mentido inutilmente respondeu: "Você se tornou tão sábia? Não o foi no verão em que começou a me amar. Então não tinha mais consideração pela multidão do que pelos grilos da campina. Quanto aos cavaleiros, posso seguramente reduzi-los ao silêncio; mas agora o meu amor caiu no domínio público; muitos bardos, sem pensar no mal que causam, uniram os nossos dois nomes nas suas lais: Lancelote, a flor da bravura, Genebra, a pérola da beleza; Artur disse alguma coisa? ou você, agora cansada da minha corte, resolveu ser mais fiel ao seu marido?"
Genebra soltou uma risada irónica: "Artur, o rei sem mácula, essa perfeição apaixonada (mas quem pode contemplar o sol no céu?), nunca me dirigiu uma reprovação, nunca teve a menor suspeita da minha infidelidade. Apenas hoje um lampejo de suspeita apareceu em seus olhos; pelo contrário, ele só pensa na Távola Redonda e leva as pessoas a fazer votos impossíveis. Mas, para mim, meu amigo, quem não tem culpa, está cheio dela. Eu sou sua, não de Artur, exceto pelo vínculo matrimonial. Ouça o meu conselho: vá ao torneio".
Lancelote respondeu: "Com que cara vou aparecer em Camelot, após o pretexto que dei, diante do rei que honra a sua palavra como se fosse a de Deus?" Respondeu a rainha que "Ouvimos que os homens caem antes de serem tocados pela lança, apenas ao saber que você é Lancelote; o seu nome é suficiente para torná-lo vitorioso: esconda-o, apresente-se sem ser conhecido, e ganhe o prémio. Por este beijo que lhe dou, você será vitorioso, e o rei aceitará a sua desculpa, como tendo obtido a glória custosamente; pois ninguém mais do que ele corre atrás da glória. Ganhe o prémio e volte".
Lancelote, zangado consigo mesmo, montou a cavalo. Não querendo ser reconhecido, deixou o caminho batido, tomou um trilho que apresentava raras pegadas, e solitariamente, entre montes, muitas vezes mergulhado em devaneios, perdeu-se; até que seguiu por um caminho levemente sombreado, que, como uma corrente, atravessava os vales até ao castelo de Astolat. Lá, a oeste, ele viu uma luz anunciando as torres à distância. Tendo tocado na entrada, veio um homem mudo, com o rosto coberto de rugas, que o levou a um quarto e o desarmou. Lancelote, espantado com o homem silencioso, saiu e encontrou o Senhor de Astolat com dois filhos vigorosos, Torre e Lavaine, que vieram ao seu encontro, seguidos de Elaine, a donzela da casa. Já não tinham mãe. Então o senhor de Astolat perguntou-lhe: "De onde vem, e qual é o seu nome? pois pelo seu porte e presença posso adivinhar que é dos que tomam lugar na Távola de Artur. Eu vi-o; quanto aos outros cavaleiros da sua Távola Redonda, por mais famosos que sejam, são desconhecidos para mim".

### Ele falou e ficou em silêncio. A jovem Elaine, de tez clara, conquistada pela voz melodiosa que ouvira antes de olhar, ergueu os olhos e leu as feições de Lancelote.

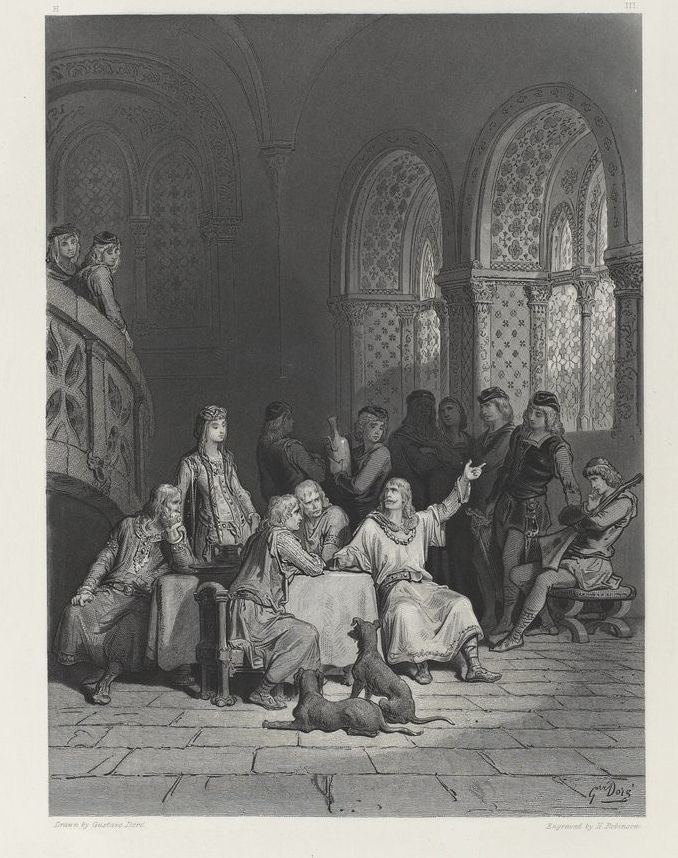
"Ele falou e ficou em silêncio. A jovem Elaine, de tez clara, conquistada pela voz melodiosa que ouvira antes de olhar, ergueu os olhos e leu as feições de Lancelote" (1867), desenho de Gustave Doré

Lancelote respondeu: "Eu sou conhecido e pertenço à Távola de Artur; o meu escudo, que trouxe por puro acaso, também é; mas dado que vou participar como desconhecido em Camelot para o diamante, não me questione. Você saberá mais tarde quem eu sou e conhecerá o meu escudo. Empreste-me um, peço-lhe, pelo menos com outros brasões que não o meu."
Disse então o senhor de Astolat: "Aqui está o escudo de Torre, meu filho. Ele foi ferido no primeiro torneio. pode levá-lo." Depois o jovem Lavaine pediu ao pai permissão para ir a Camelot com aquele nobre cavaleiro. Lancelote agradeceu tê-lo como guia para não se perder e se puder, ganhar o diamante, para dá-lo a esta donzela, se ela quiser. Um diamante, comentou Torre, é feito para rainhas e não para simples donzelas. Então Lancelote olhando para ela com cortesia, mas sem falsidade, disse que a donzela era digna de usar a jóia mais bonita do mundo.
Ele falou e ficou em silêncio. A jovem Elaine, de tez clara, conquistada pela voz melodiosa que ouvira antes de olhar, ergueu os olhos e leu as feições de Lancelote. O grande e culpado amor que ele tinha à rainha, combatido por aquele que tinha ao seu soberano, secara seu rosto e o marcara antes do tempo. Aos olhos de Elaine, ele pareceu o homem mais digno com quem já se sentara à mesa e o mais nobre, embora tivesse mais que o dobro da idade dela, marcado e bronzeado pelo sol. Ela olhou para cima e para baixo e o amou com um amor que lhe seria fatal.

### Ele olhou, e mais surpreendido do que se atacado por sete homens, viu a donzela de pé à luz da manhã

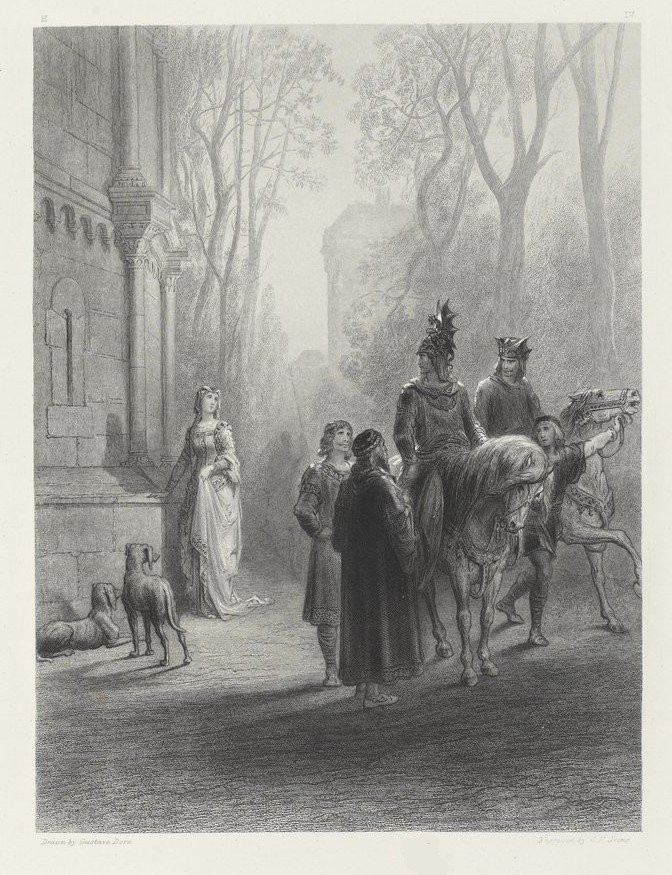
"Ele olhou, e mais surpreendido do que se atacado por sete homens, viu a donzela de pé à luz da manhã" (1867), desenho de Gustave Doré

Então o grande cavaleiro entrou no salão rústico; Eles o deleitaram com o melhor que tinham em comida e vinho, e acrescentaram a prosa e a música dos menestréis. Fizeram muitas perguntas sobre a corte e a Távola Redonda, e Lancelote sempre respondeu com clareza e sem hesitação; mas quando a conversa caiu sobre Genebra, ele mudou de conversa. Então Lancelote falou detalhadamente, nas batalhas em que participara com Artur, na foz do Glem, nas quatro batalhas na costa de Duglas, em Bassa, na guerra nas encostas de Celidon e ainda perto do castelo Gurnion. Em Caerleon, e também em Cathregonion Agned e, mais abaixo, nas margens de Trath Treroit, onde morreram muitos pagãos. Para o rei, por doce que fosse estar em casa, animava-o o fogo sagrado da guerra contra os pagãos; e concluiu: "Não há capitão maior!".
Ao que Elaine murmurou para si: "Exceto você, nobre senhor". E quando ele passou das histórias de guerra a outras, isso sugeriu a Elaine que talvez ele lhe estivesse destinado. Durante toda a noite ela teve a imagem dele diante dos seus olhos e a manteve acordada até de manhã quando, meio enganada pelo pensamento de dizer adeus ao seu querido Lavaine, desceu a escadaria da torre e ouviu Lancelote gritar no pátio "O escudo, meu amigo, onde está?" e encontrou Lavaine quando saia da torre. Lancelote virou-se para o soberbo corcel e, com um murmúrio suave, afagou o seu pescoço lustroso. Ciumenta dessa carícia, Elaine aproximou-se e esperou. Ele olhou, e mais surpreendido do que se atacado por sete homens, viu a donzela de pé à luz da manhã. Lancelote, que não pensara que ela fosse tão bela, sentiu-se tomado por uma espécie de medo religioso; pois embora ele a tivesse saudado em silêncio, ela estava em êxtase diante dele como se fosse de um deus. De repente, a donzela pediu-lhe que ele usasse as cores dela no torneio porque assim não seria reconhecido.
Ele aceitou o pedido e perguntou qual era o seu sinal tendo ela dito que era uma manga vermelha bordada com pérolas e entregou-lho. Ele amarrou-o no elmo e disse que nunca o fizera por qualquer donzela viva. Elaine corou de prazer, mas ficou mais pálida quando Lavaine reapareceu, trazendo o escudo, ainda sem brasão, do seu irmão que deu a Lancelote. Este deu o dele a Elaine para o guardar até ao seu retorno. “Duas graças num dia, eu sou seu escudeiro”, respondeu ela. Lavaine deu-lhe um beijo e Lancelote enviou-lhe um com a mão e foram-se embora. Ela ficou imóvel por um minuto, depois deu um passo em direção à porta, e lá ficou ao lado do escudo até eles desaparecerem para além da colina. Então ela subiu para a torre, pegou no escudo, guardou-o e assim viveu em sonhos.

### Elaine levantou-se então, atravessou os campos...Assim, dia após dia, ela ia e vinha como um fantasma nos dois crepúsculos

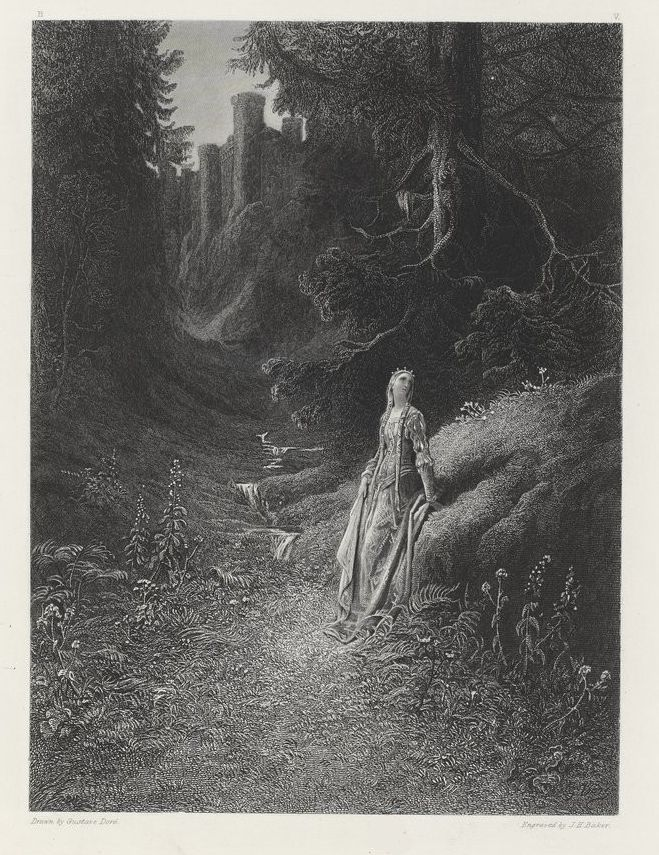
"Elaine levantou-se então, atravessou os campos...Assim, dia após dia, ela ia e vinha como um fantasma nos dois crepúsculos" (1867), desenho de Gustave Doré

Depois os dois companheiros deixaram a costa árida e como Lancelote sabia que não longe de Camelot vivia um  eremita que escavara na rocha uma capela e um salão, celas e quartos, chegaram a esse lugar e ali pernoitaram. Quando amanheceu, ouviram a missa, quebraram o jejum e saíram. Então Lancelote disse-lhe: "Mantenha o segredo, mas você cavalga com Lancelote", o que causou grande espanto em Lavaine.
Quando chegaram à arena perto de Camelot depararam com a multidão e viram o rei de rosto sereno, reconhecível pelo dragão de ouro que encimava a sua coroa. No estrado acima da sua coroa brilhava o último diamante. Então as trombetas soaram. Lancelote fez uma pausa até ver quem era o mais fraco, então correu para a pedreira contra o mais forte. É inútil falar da glória do paladino: rei, duque, conde, barão, ele derrubou todos contra os quais dirigiu os seus golpes. Mas os cavaleiros da Távola Redonda viam com tristeza que um cavaleiro estrangeiro superava a graça e destreza de Lancelote. Quem será que usa as cores de uma senhora? E caíram sobre ele. Lavaine corajosamente derrubou um cavaleiro de renome e levou o seu cavalo para Lancelote que estava caído no chão. Este levantou-se e lutou enquanto podia e, embora parecesse quase um milagre, empurrou os adversários até à barreira. Então os arautos tocaram a trombeta para proclamar que aquele que usava a manga escarlate bordada com pérolas era vitorioso e tinha ganho o diamante. Mas ele respondeu que não queria o prémio, que ia embora e recomendava que não o seguissem.
E imediatamente abandonou o campo do torneio com Lavaine para um bosque de choupos. Lá, desmontou do corcel e dizendo que estava morrendo desmaiou. Nesse momento chega o eremita que o carregou e tratou da ferida ficando o cavaleiro por mais de uma semana entre a vida e a morte. Entretanto, os cavaleiros do norte e oeste foram ter com o Rei. "Deus não permita", disse este, "que um cavaleiro tão bom como aquele que vimos hoje fique sem ajuda! Gauvain, meu sobrinho, vai e encontra o cavaleiro. Ferido e cansado, não pode estar longe. Pegue o diamante, dê a ele e volte com a notícia de sua condição. Não pare até encontrá-lo." O que não foi do agrado de Gauvain.
Entretanto, Artur foi ter com a rainha e ela esclareceu que Lancelote quisera ir ao torneio como desconhecido. O rei então contou que Lancelote usava no elmo uma manga escarlate bordada com grandes pérolas como presente de alguma donzela mas que foi embora muito ferido. Genebra quase sufocando foi para o quarto e explodiu em lágrimas. A seguir levantou-se e correu pelo palácio orgulhosa e pálida.
Gauvain, entretanto, correu o país com o diamante, visitou tudo exceto o bosque de choupos, e chegou finalmente, ao castelo de Astolat. Elaine mal olhou o cavaleiro perguntou: "Que notícias de Camelot, meu senhor? O que aconteceu ao cavaleiro da manga vermelha?" Gauvain contou que ele ganhara o prémio, mas que deixou o campo ferido. Com estas palavras, Elaine quase desmaiou. O senhor de Astolat chega e propõe-lhe que fique com eles à espera que o cavaleiro ou o filho regressem. Gauvain olhou para a bela Elaine e concordou em ficar. Depois ele tentou conquistar Elaine que lhe perguntou se não queria ver o escudo, para conhecer o nome do seu dono. Quando Gauvain o viu e percebeu que era de Lancelote deixou o diamante para ela lho dar e foi embora para a corte para avisar Artur, o qual já sabia tratar-se de Lancelote. A notícia do amor de Lancelote pela donzela espalhou-se pela corte o que deixou Genebra furiosa.
Longe dali, a donzela de Astolat, pediu ao pai autorização, que lha deu, para ir procurar Lavain e o cavaleiro e para dar a este o diamante. Com o irmão Torre dirigiu-se a Camelot onde encontrou Lavaine. Lavaine levou Elaine ao refúgio de Lancelote. Elaine encontra Lancelote ainda deitado e dá-lhe o diamante. Mas Lancelote compreendeu que só tinha amor pela rainha. Elaine levantou-se então, atravessou os campos, foi para Camelot ter com a família. Ficou lá a noite; mas acordou de madrugada e foi amparar Lancelote. Assim, dia após dia, ela ia e vinha como um fantasma nos dois crepúsculos. Mas Lancelote a considerava apenas como irmã, fiel ao seu amor infiel.

### Os dois irmãos retiraram o corpo da irmã da liteira e o colocaram no batel preto.

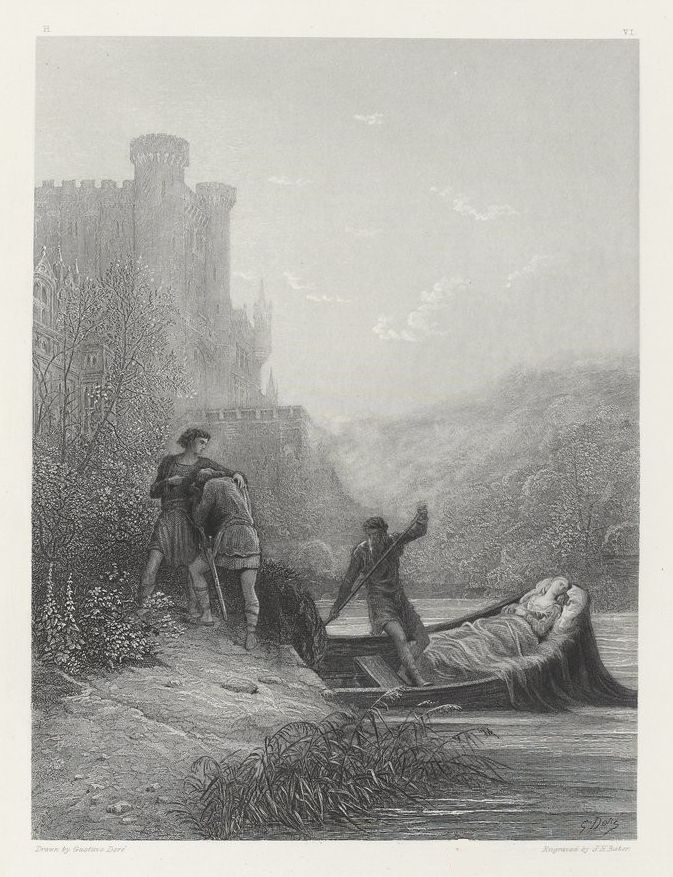
"Os dois irmãos retiraram o corpo da irmã da liteira e o colocaram no batel preto" (1867), desenho de Gustave Doré

Ela estava bem ciente da aspereza causada pela doença; mas a tristeza começou a tomar conta dela e ia pelos campos e murmurou: "Ele não vai me amar. Devo morrer? Lancelote ou morte!". Quando se curou, os três irmãos voltaram para Astolat. Quando Lancelote se curou, os três voltaram para Astolat. Lancelote sempre instava a donzela a pedir-lhe algum presente para si ou para os seus, e não seja tímida. Finalmente Elaine, inocentemente pediu: "O seu amor". Mas Lancelote respondeu que tinha três vezes a idade dela e que se não casra até agora não o iria fazer. Que para ela era o primeiro lampejo de amor e que quando encontrasse um verdadeiro amor Lancelote lhe daria um grande território do reino dele.
Lancelote foi embora e Elaine ficou cada dia mais triste com vontade de morrer e quis ir a Camelot para reavivando o amor de Gauvain conquistar o de Lancelote. Então o rude Torre disse que nunca ostara de Lancelote e que queria matá-lo. Elaine diz que a culpa não é de Lancelote, mas dela que ama o maio cavaleiro. "O maior?", respondeu o pai (que queria extinguir a paixão da filha.) "Não, minha filha, eu não sei o que você chama de maior; mas o que sei como todo mundo é que ele ama a rainha descaradamente. Se isso é o maior, o que será um pequeno?" Sendo assim, respondeu Elaine, chame um padre para me confessar e morrer. Depois Elaine, pediu a Lavaine para escrever uma carta, para a colocarem na mão dela um pouco antes de morrer, que a coloquem numa liteira e que a embarquem num batel que o remador mudo a levará para o outro lado do lado para o palácio real. Passados dez dias Elaine morre e cumprem o prometido.
Quando o sol se ergueu no horizonte, seguida pelos dois irmãos, que caminhavam lentamente de cabeça baixa, a liteira funerária passou como uma sombra até o riacho onde o barco estava todo coberto de negro. Os dois irmãos retiraram o corpo da irmã da liteira e o colocaram no batel preto; colocaram um lírio na mão, beijaram a testa tranquila e repetiram em lágrimas "Adeus, irmã, adeus para sempre".

### Então a morta foi levada em silêncio pelo velho criado com a maré, o lírio na mão direita, a carta na esquerda
Então a morta foi levada em silêncio pelo velho criado com a maré, o lírio na mão direita, a carta na esquerda (imagem inicial).
Naquele dia, Lancelote pediu audiência a Genebra para lhe dar finalmente o presente precioso conquistado com feridas e golpes, a morte de outros e quase a sua própria, os diamantes pelos quais nove anos havia combatido. O encontro ocorreu. Mas a rainha diz que os diamantes não são para ela, mas para a outra, o novo capricho de Lancelote. Mas depois pegando neles atirou os diamantes pela janela para o lago. Lancelote foi à janela, e no lugar onde os diamantes haviam caído, passava devagar o barco onde a donzela branca de Astolat estava deitada, sorrindo como uma estrela na noite mais escura.
A rainha, que não viu o barco, saiu para chorar em segredo. O barco deslizou até à porta do palácio e depois levaram o corpo da donzela pela escadaria de mármore com espanto de todos.

### Ele assim leu, e durante toda a leitura as damas e os cavaleiros choravam, levando o olhar do rosto do rei ao da que repousava silenciosa

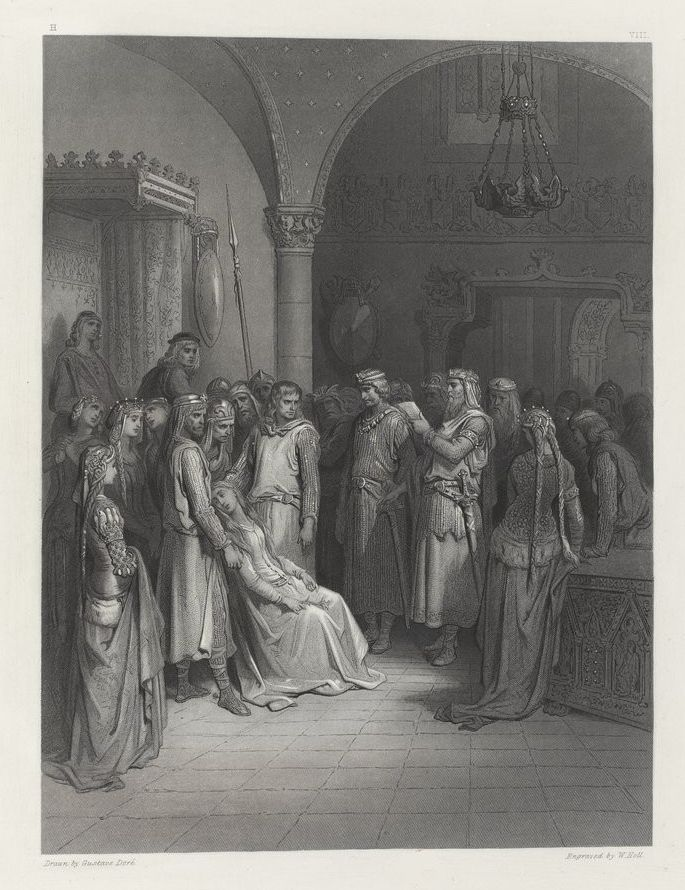
"Ele assim leu, e durante toda a leitura as damas e os cavaleiros choravam, levando o olhar do rosto do rei ao da que repousava silenciosa" (1867), desenho de Gustave Doré

Entretanto chegou o rei que deu ordem a Percival e a Galaaz para levar a menina ao salão do palácio. Depois chegam Gauvain, Lancelote e a própria rainha que se sentiu comovida com pena. Artur, percebendo a carta na mão da dozela, pegou nela  quebrou o lacre e leu-a: "Senhor muito nobre Lancelote du Lac, eu a donzela de Astolat, venho aqui dizer o meu adeus, pois você me deixou sem se despedir. Amei-o e o meu amor não foi correspondido: o meu sincero apego foi a minha morte, e é por isso que à nossa rainha Genebra e todas as outras damas eu deixo a minha queixa. Ore por minha alma e me dê enterro, meu senhor Lancelote, tão verdade quanto você ser um cavaleiro sem igual."
Ele assim leu, e durante toda a leitura as damas e os cavaleiros choravam, levando o olhar do rosto do rei ao da que repousava silenciosa; e às vezes eram levados a acreditar que os lábios que ditaram a carta ainda se mexiam.
Então, Lancelote, dirigindo-se ao rei Artur e a todos os outros disse que a morte da nobre donzela lhe era dolorosa, que ela era boa e sincera, mas que ser amado não o obrigava a retribuir o amor, para mais na idade dele. E jurou, pela fé e na qualidade de cavaleiro, que não fizera nada, pelo menos voluntariamente, para provocar tal amor, e que se soubesse que a donzela morreria teria feito tudo para a salvar dela mesma.

### Lancelote não respondeu. Saiu, e no sítio onde um pequeno riacho entrava no rio, ele sentou-se numa enseada e olhou para a água que serpenteava

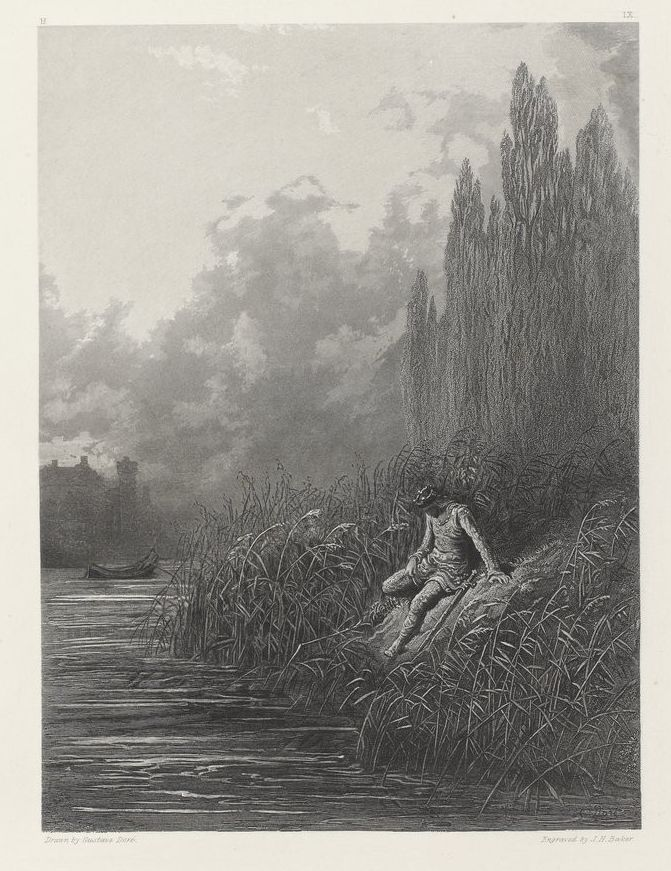
"Lancelote não respondeu. Saiu, e no sítio onde um pequeno riacho entrava no rio, ele sentou-se numa enseada e olhou para a água que serpenteava" (1867), desenho de Gustave Doré

O funeral da jovem foi na capela mais rica do reino, como se fora o de uma rainha, com missa e música. Artur decidiu que a sepultura teria a imagem dela, com o escudo de Lancelote aos pés e o lírio na sua mão. No final, quando todos abandonavam a cerimónia, a rainha, vendo Lancelote isolado, aproximou-se e suspirou passando: "Lancelote, perdoa-me o meu amor foi ciumento". Ele respondeu com os olhos baixos: "É a maldição do amor, minha rainha! Está perdoada".
Depois o rei passou também por Lancelote e disse-lhe que tinha pena que o amor com a donzela não pudesse ter ocorrido. Lancelote respondeu que ela era linda e tão pura quanto se podia ser. Tinha tudo o que precisava para ser amada. Mas o amor quer ser livre e sem correntes. "No entanto, ela não conseguiu cativá-lo", respondeu Artur, "embora eu julgue que ainda seja livre, e nobre, disto tenho a certeza."
Lancelote não respondeu. Saiu, e no sítio onde um pequeno riacho entrava no rio, ele sentou-se numa enseada e olhou para a água que serpenteava. Olhou para longe e viu o barco que tinha trazido Elaine afastar-se como uma mancha preta na água, e sussurrou: "Ah! Coração simples e doce, você me amou, donzela, certamente com um amor mais terno que o da rainha. Orar pela sua alma? Sim eu farei isso. Adeus também ... agora finalmente ... Adeus, lindo lírio. Por que o rei insistiu no meu nome? Preciso quebrar os laços que mancham a minha reputação; Mas se eu não quiser, peço a Deus que envie um anjo que me arraste pelos cabelos e me leve para longe nesta lagoa esquecida e mergulhar entre os escombros caídos das montanhas."
Assim murmurava Lancelote, devorado pelo remorso, sem saber que haveria de morrer em estado de santidade.